# 실내캠핑△
《실내캠핑△》(일본어: へやキャン△ 헤야캰[*])은 《유루캠△》의 스핀오프로 아f로가 지은 일본의 만화다. 2016년 4월 9일부터 호분샤에서 키라라 베이스, 2019년 3월 12일부터 만화 서비스 COMIC FUZ에서 연재되었다. 진보 마사토가 감독을 맡고 이토 무츠미가 시리즈 구성을 맡은 애니메이션판이 2020년 1월 6일부터 3월 23일까지 방영되었다.

## 줄거리
부활동으로서 야외에서 캠프를 하기 위해, 둘이서 '야외활동 서클'을 시작한 치아키와 아오이. 그러나 캠프 도구를 사들일 예산도 부족해, 4월의 동호회 결성으로부터 11월이 될 때까지 큰 활동 실적을 남기지 않았지만, 그런 가운데, 새로운 멤버로서 캠프 초보자인 신입 부원, 나데시코를 맞이하게 된다. 방과 후에 부실에 모여서는 캠프에 관한 트리비아를 피로하거나, 캠프 놀라움이나 망상상의 캠프의 화제, 황당한 공포 이야기에 흥미로워하거나, 반년 후, 10년 후, 60년 후, 1000년 후의 미래의 캠프를 꿈꾸거나 하는 등 잡담에 새롭게 사는 야외 활동 서클의 매일 활동을 그린다.

## 애니메이션
애니메이션 《실내캠핑△》는 《유루캠△》 제1기에서 에피소드의 크레딧 후 장면에서 처음으로 나타났다. 2018년 7월, 프로듀서 홋타 쇼이치는 《유루캠△》의 제2기, 단편 애니메이션, 영화를 포함 하는 프로젝트를 위해 애니메이션 프로듀서 마루 료지에게 접근했다. 2018년 10월 단편 애니메이션 시리즈가 발표되었다.
쇼트 애니메이션 《실내캠핑△》은 2020년 1월부터 3월까지 약 5분 프레임의 단편 TV 애니메이션으로서 방송되었다.

### 스태프
- 원작 - 아f로
- 감독 - 진보 마사토
- 시리즈 구성 - 이토 무츠미
- 캐릭터 디자인·총작화 감독 - 사사키 무츠미
- 프롭 디자인 - 야마오카 나오코
- 슈퍼바이저 - 쿄고쿠 요시아키
- 색채 설계 - 미즈노 타에코
- 미술 감독 - 운노 요시미
- 촬영 감독 - 타나카 히로아키
- 디지털 웍스 - 한야 케이스케
- 음향 감독 - 타카데라 타케시
- 음향 제작 - HALF H·P STUDIO
- 음악 - 타테야마 아키유키
- 음악 제작 - MAGES.
- 프로듀서 - 엔도 쿄코, 코바야시 히로유키, 와타세 쇼타, 오오와다 토모유키, 시모사토 사토루, 미야기 소지, 모모다 히데오, 쿠마모토 유스케, 마츠무라 슌스케
- 애니메이션 프로듀서 - 마루 료지
- 애니메이션 제작 - C-Station
- 제작 - 야외활동 위원회

### 주제가
The Sunshower
아사카에 의한 주제가. / 작사·작곡 - 사사키 에리 / 편곡 - 나카무라 히로

### 방영 목록
| 순서            | 일본어 제목                | 한국어 제목               | 각본        | 그림 콘티                 | 연출            | 작화 감독         | 첫 방송일      |
| --------------- | -------------------------- | ------------------------- | ----------- | ------------------------- | --------------- | ----------------- | -------------- |
| 제1화           | ツナ缶のなぞ               | 참치캔의 수수께끼         | 이토 무츠미 | 진보 마사토               | 진보 마사토     | 야마시타 요시미츠 | 2020년 1월 6일 |
| 제2화           | ふじさんがたくさん         | 후지산이 잔뜩             | 이토 무츠미 | 진보 마사토               | 진보 마사토     | 야마시타 요시미츠 | 1월 13일       |
| 제3화           | 激走! 河口湖ラリー         | 폭주! 카와구치 호수 랠리  | 이토 무츠미 | 진보 마사토               | 진보 마사토     | 야마시타 요시미츠 | 1월 20일       |
| 제4화           | ある日のしまりん           | 어느 날의 시마 린         | 이토 무츠미 | 진보 마사토               | 진보 마사토     | 츠카코시 슈헤이   | 1월 27일       |
| 제5화           | 真説・カチカチ山           | 딱딱산의 진짜 전설        | 이토 무츠미 | 진보 마사토               | 진보 마사토     | 콘도 리츠코       | 2월 3일        |
| 제6화           | あのころは、ふたりとも     | 그때는 두 사람 다         | 이토 무츠미 | 진보 마사토               | 진보 마사토     | 콘도 리츠코       | 2월 10일       |
| 제7화           | ほうとう調理大作戦         | 호토 조리 대작전          | 이토 무츠미 | 진보 마사토 후지키 카호루 | 진보 마사토     | 야마시타 요시미츠 | 2월 17일       |
| 제8화           | ホラは世界を越えて         | 허풍은 세계를 넘어        | 이토 무츠미 | 진보 마사토 후지키 카호루 | 진보 마사토     | 야마시타 요시미츠 | 2월 24일       |
| 제9화           | 静梨の乱 II                | 시즈나시의 난 Ⅱ           | 이토 무츠미 | 진보 마사토 후지키 카호루 | 진보 마사토     | 야마시타 요시미츠 | 3월 2일        |
| 제10화          | 氷穴こわい                 | 빙혈은 무서워             | 이토 무츠미 | 진보 마사토 후지키 카호루 | 진보 마사토     | 콘도 리츠코       | 3월 9일        |
| 제11화          | 旅のおわり                 | 여행의 끝                 | 이토 무츠미 | 진보 마사토 후지키 카호루 | 진보 마사토     | 콘도 리츠코       | 3월 16일       |
| 제12화          | へやキャン                 | 실내캠핑핑                | 이토 무츠미 | 진보 마사토 후지키 카호루 | 진보 마사토     | 엔도 다이스케     | 3월 23일       |
| SPECIAL EPISODE | サウナとごはんと三輪バイク | 사우나와 밥과 삼륜 바이크 | 타나카 진   | 쿄고쿠 요시아키           | 쿄고쿠 요시아키 | 사사키 무츠미     | 4월 29일       |